# Aleuroclava trochodendri
Aleuroclava trochodendri es un hemíptero de la familia Aleyrodidae, con una subfamilia: Aleyrodinae. Fue descrita científicamente en 1957 por Takahashi.